# Цалкита
Цалкита — село в Хунзахском районе Дагестана. Входит в состав сельского поселения Ахалчинский сельсовет.

## Географическое положение
Расположено на реке Хебдареч, в 14 км к северо-западу от районного центра села — Хунзах и в 5 км к северо-западу от центра сельского поселения села Ахалчи.

## Население
| 1888 | 1895 | 1926 | 1939 | 1970 | 1989 | 2002 |
| ---- | ---- | ---- | ---- | ---- | ---- | ---- |
| 102  | ↘97  | ↗104 | ↗129 | ↘91  | ↘50  | ↗113 |
| 2010 | 2021 |      |      |      |      |      |
| ↘109 | ↘76  |      |      |      |      |      |

По данным Всероссийской переписи населения 2010 года — моноэтничное аварское село.